# Dazibao (groupe)
Pour les articles homonymes, voir Dazibao (homonymie).
Dazibao est un groupe de post-punk français, originaire de Paris. Formé en 1982, le groupe publie trois albums, Les Musiques de la honte (1987), Amok (1988), Shems/Soleil (1991), avant de séparer en 1993.

## Biographie
Le groupe est formé à la fin 1982 à Paris par Jamil Saiarh au chant, Pierre Biss aux synthétiseurs, Jean Zundel à la basse et Paul Dufayet de la Tour à la batterie, Maurice Drapier (musicien additionnel) à l’ épinette hongroise aussi à la bombarde et joue un mélange de new wave et de musique industrielle. Jamil Saiarh, franco-marocain, chante dès le début en arabe, français et anglais. Le label montpelliérain Mr. Vinyl Records sort le premier 45 tours de cette formation.
Lucas Zabojnik les rejoint à la guitare et le style musical évolue vers un post-punk, inspiré de Joy Division et du Gun Club. D'autres 45 tours suivent accompagnés de tournées en France avant la sortie du premier album, Les Musiques de la honte, enregistré en 1987 au Studio Garage pour le label V.I.S.A., et une tournée en Allemagne en première partie de The Fall.  Le deuxième album, Amok, est enregistré au studio Mix-It à Paris en 1988 par Éric Débris, avec un son plus massif, et voit le départ de Pierre Biss pour son projet Docteur Knock. Les tournées s'enchaînent en France et à l'étranger (Allemagne, Yougoslavie, Italie, Belgique, Canada). Thierry Bertomeu, venu de Tanit,  rejoint le groupe à la guitare et au sampler pour le troisième album, Shems/Soleil, enregistré au studio Square à Bruxelles en 1991 par Bruno Donini et Zip Zinc. Il sort sur le label Bondage/Zelig.
Cependant, dix ans d'existence sans réussite commerciale malgré le succès critique mine le groupe qui se sépare en 1993. Avant de rejouer ensemble dans Marécage, Jean Zundel montera Youpi Youpi Yeah avec Joe Hell d'Oberkampf et Paul Dufayet de la Tour rejoindra Kni Crik. Un coffret CD rassemblant l'intégrale de la discographie du groupe sort en 2010 sur le label Infrastition.

## Discographie
- 1983 : Les Tambours lointains (EP, Mr. Vinyl Records)
- 1984 : Dah Kin (EP, Shame Records)
- 1986 : Sahd (EP, New-Wave Records)
- 1987 : Les Musiques de la honte (album, V.I.S.A.)
- 1987 : Allah, El Watan, El Malik (45t, V.I.S.A.)
- 1988 : Amok (album, V.I.S.A.)
- 1991 : Shems/Soleil (album, Bondage - Zelig)
- 2010 : Complete Works 1983-1993 (coffret 4 CD, Infrastition)